# 多伯尔
多伯尔是德国巴登-符腾堡州的一个市镇。总面积18.43平方公里，总人口2257人，其中男性1129人，女性1128人（2011年12月31日），人口密度122人/平方公里。